# Tocolítico

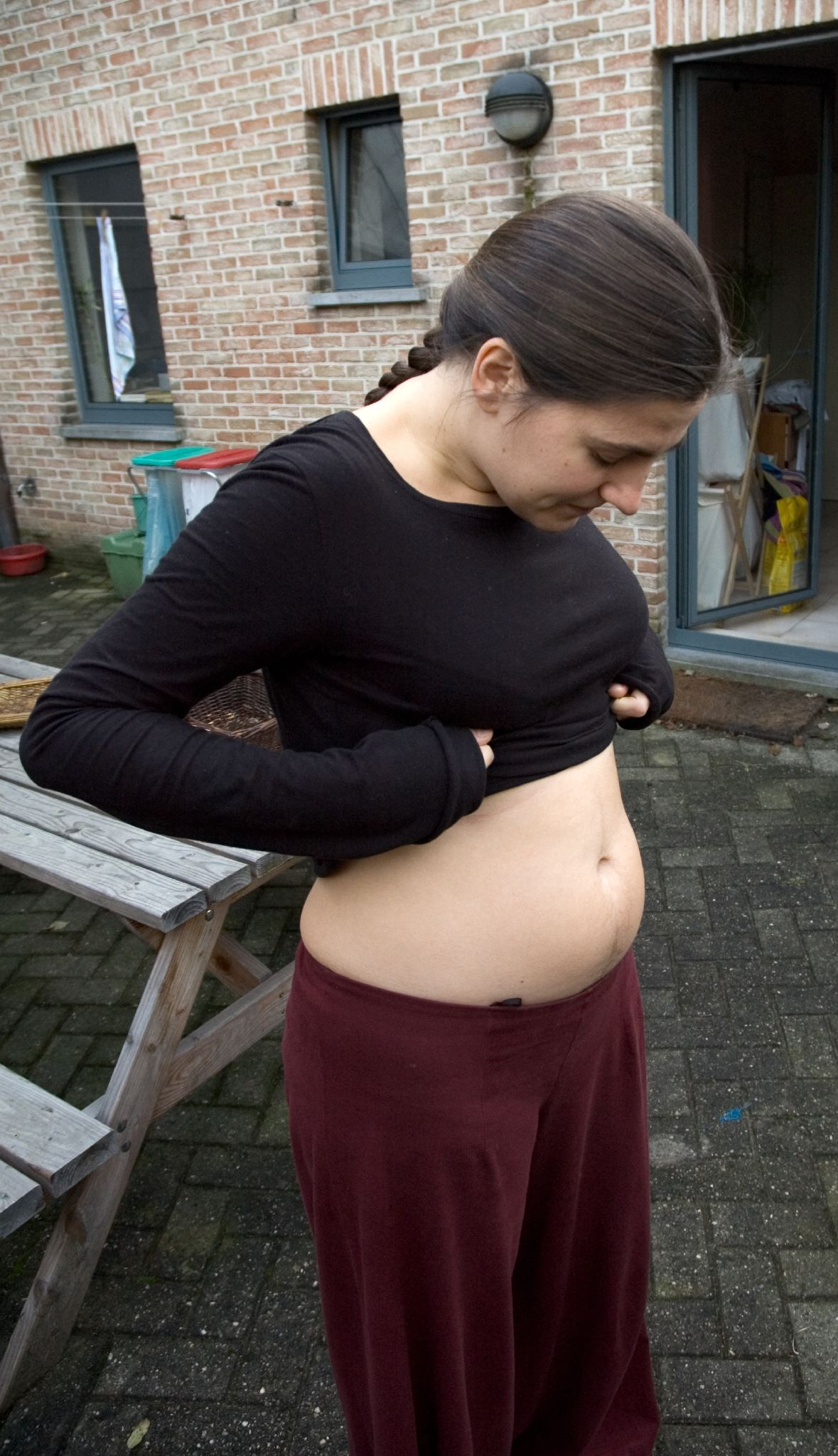
No se ha demostrado la eficacia de la tocólisis profiláctica en gestantes con ruptura prematura de membranas y sin contracciones uterinas ni signos de infección.

Un tocolítico (del griego tokos: el parto, y lítico, capaz de disolver) es un tipo de fármacos utilizados para suprimir el trabajo de parto prematuro. Se indican para inhibir las contracciones uterinas cuando el parto se traduciría en el nacimiento prematuro de un bebé, así como evitar que esas contracciones favorezcan el ascenso de microorganismos desde la vagina hasta la cavidad amniótica.  La terapia con tocolíticos también le permite tiempo para la administración de la betametasona, un glucocorticoide que acelera en gran medida la madurez pulmonar fetal, que dura uno o dos días para ejercer su función.
A menudo, la supresión de las contracciones es una conducta que tiene efectos parciales, de modo que la administración de tocolíticos se indica para retrasar el nacimiento por unos pocos días. Dependiendo del tocolítico utilizado la madre o el feto puede requerir de supervisión, como por ejemplo control de la presión arterial cuando se emplea nifedipina pues suele reducir la presión arterial. 

## Agentes
Se han empleado diversos tipos de agentes, con diferentes tasas de éxito y efectos secundarios. Algunos medicamentos no son específicamente aprobados por sociedades gubernamentales que rigen la administración de fármacos, como la FDA estadounidense, para su uso en detener las contracciones uterinas en el trabajo de parto prematuro, por lo que suelen ser utilizados por preferencia del especialista de salud. Los bloqueantes de los canales de calcio son unos de los tocolíticos más utilizados, ya que tienen la mejor tasa de «beneficio vs riesgo», por lo tanto, la nifedipina es uno de los agentes tocolíticos más comúnmente utilizados. Otros ejemplos incluyen:
- Sulfato de magnesio
- Ritodrina
- Fenoterol
- Nifedipina
- Atosiban
- Salbutamol
- Indometacina
- Terbutalina
- Sulindaco

El alcohol etílico se prescribió con frecuencia como tocolítico a mediados del siglo XX, pero más tarde los estudios doble ciego encontraron que no era del todo efectivo.
El más usado son los antagonistas de la oxitocina

## Indicaciones
Una vez decidido que se indica la inhibición de las contracciones uterinas, el tocolítico se administra en dos fases:
- Fase de ataque: su objetivo es inhibir la dinámica uterina establecida, y se instaurará en la misma sala de partos.
- Fase de mantenimiento: su objetivo es prevenir la reaparición de la ya frenada dinámica uterina. En algunos casos el especialista decide continuar el mantenimiento con tocolíticos en la casa de la paciente bajo vigilancia y reposo absoluto.

Por ejemplo, el sulfato de magnesio se administra en un bolo inicial de 4-6 gr administrados por vía intravenosa durante 15-30 minutos seguido por un goteo continuo de 1-4 gr cada hora.
El mantenimiento del tratamiento tocolítico mediante bomba de perfusión por vía subcutánea o el tratamiento por vía oral después de haber realizado el tratamiento inicial por infusión intravenosa, no reduce de forma significativa la tasa de recurrencia de una amenaza de parto pretérmino. Por lo tanto, considerando los efectos secundarios, no se indican los tocolíticos de manera continua durante el resto del embarazo en pacientes que hayan tenido una previa amenaza de parto pretérmino.
Tampoco se suele administrar un tocolítico a una paciente con ruptura prematura de membranas a menos que tenga menos de 28 semanas de embarazo y contracciones uterinas. Existen factores que pueden influir disminuyendo la eficacia del tratamiento tocolítico, como la presencia de oligohidramnios moderado o severo y/o la presencia de una infección intrauterina.

## Efectos adversos
Ciertos tocolíticos simpaticomiméticos, sobre todo la ritodrina, terbutalina y el salbutamol han sido vinculados con la aparición de edema pulmonar en la embarazada, especialmente en los embarazos gemelares. El tratamiento de un edema pulmonar debido a tocolíticos incluye la suspensión del medicamento, la administración de oxigenoterapia y el uso de diuréticos, al cabo de lo cual el curso es benigno.
El sulfato de magnesio puede reducir la concentración alveolar mínima de los anestésicos generales inhalatorios. El magnesio atraviesa la barrera placentaria libremente y puede producir hipotonía y depresión respiratoria del feto. Por su parte los antagonistas de los canales de calcio son capaces de potenciar el efecto depresor del músculo cardíaco por parte de los anestésicos inhalatorios.